# Love Is Sweeping the Country
Love Is Sweeping the Country is een lied van George Gershwin uit de musical Of Thee I Sing van 1931 op tekst van Ira Gershwin.
Het lied werd het eerst uitgevoerd door George Murphy en June O'Dea tijdens de première van Of Thee I Sing op 8 december 1931 in het Majestic Theatre te Boston. De Broadwaypremière was op 26 december in het Music Box Theatre in New York. Het lied is in de loop der jaren een jazzstandard geworden.

## Bijzonderheden
Het lied en de musical Of Thee I Sing is een parodie op de Amerikaanse presidentsverkiezingen. De verkiezingsslogan van presidentskandidaat Wintergreen is: Love.

## Kenmerken muziek
Het lied heeft de liedvorm (intro) A-A-B-A. Het lied staat in een 24-maatsoort en de toonsoort Es-majeur. Het tempo is over het algemeen snel, maar het kan echter ook in een langzaam tempo worden gezongen.

De eerste acht maten van het A-gedeelte:

## Vertolkers[4]
- Ella Fitzgerald
- Maureen McGovern
- Larry Kert
- Jack Gilford
- Frederick Fennell
- Chris Connor
- Dolores Gray
- Judy Garland
- Frank Sinatra
- Peter Lawford
- Hermione Gingold
- Juliet Prowse
- Carola Farley